# Clade plantes+HC
El Clade plantes+HC (en anglès: Plants+HC clade) és una agrupació d'organismes eucariotes proposada el 2008 per Burki, Shalchian-Tabrizi i Pawlowski.
Inclou:
- Plantes
- Hacrobia